# .de
.de — в Інтернеті, національний домен верхнього рівня (ccTLD) для Німеччини.
Домен найвищого рівня .de займає друге, після домену .com, місце за кількістю зареєстрованих адрес.
Першим доменом був uni-dortmund.de.
26 червня 2006 була зареєстрована 10-мільйона адреса у домені, нею стала www.huettenberger-case-fabrik.de.
На третій квартал 2020 року на ньому було зареєстровано 16.6 млн імен. Він є четвертим доменом верхнього рівня за кількістю зареєстрованих доменних імен і третім серед національних.

## Домени 2-го та 3-го рівнів
В цьому національному домені нараховується близько 6,550,000,000 вебсторінок (станом на лютий 2016 року).
Використовуються та приймають реєстрації доменів 3-го рівня такі доменні суфікси (відповідно, існують такі домени 2-го рівня):
| Суфікс  | Регламентовані користувачі |
| .fam.de | Родини, приватні особи     |
| .web.de | Вебмайданчики              |